# Nico Elvedi
Nico Elvedi (født 30. september 1996 i Zürich, Schweiz), er en schweizisk fodboldspiller (midterforsvarer/højre back), der spiller for den tyske Bundesliga-klub Borussia Mönchengladbach.
Tidligere har Elvedi repræsenteret FC Zürich i sin fødeby.

## Landshold
Elvedi har (pr. juni 2018) spillet seks kampe for Schweiz' landshold, som han debuterede for 28. maj 2016 i en venskabskamp mod Belgien. Han repræsenterede Schweiz ved både EM 2016 i Frankrig og VM 2018 i Rusland.